# Dekanija Leskovec
Dekanija Leskovec je rimskokatoliška dekanija Škofije Novo mesto, katere sedež je v Leskovcu pri Krškem.
Do 7. aprila 2006 je bila dekanija del nadškofije Ljubljana. Dekanijska cerkev je cerkev Žalostne Matere Božje, Leskovec pri Krškem. Na tem območju živi 32.857 ljudi, od katerih je 31.753 rimokatoličanov (96,64 %).

## Župnije
- Bučka
- Cerklje ob Krki
- Čatež ob Savi
- Kostanjevica na Krki
- Krško
- Leskovec pri Krškem
- Raka
- Studenec
- Sv. Duh - Veliki Trn
- Sv. Križ - Podbočje
- Šentjernej
- Škocjan pri Novem mestu
- Velika Dolina